# Опасна жена
„Опасна жена“ (на английски: A Dangerous Woman) е американска романтична драма от 1993 г. на режисьора Стивън Гиленхол. Сценарият е на Наоми Фонър и е адаптация на едноименния роман, написан от Мери Макгари Морис. Филмът е копродуциран от Амблин Ентъртейнмънт и Греймърси Пикчърс. Във филма участват Дебра Уингър, Барбара Хърши и Гейбриъл Бърн, както и децата на Джилънхол и Фонър – Джейк и Маги, които по-късно стават звезди и до днес.
Дебра Уингър е номинирана за награда „Златен глобус“ за изпълнението й, и също получава наградата за най-добра актриса в Международния филмов фестивал във Токио. Премиерата на филма е пусната на 3 декември 1993 г.